# Borensbergs landskommun
Borensbergs landskommun var en tidigare kommun i Östergötlands län.

## Administrativ historik
Kommunen bildades som storkommun vid kommunreformen 1952 genom sammanläggning av de tidigare kommunerna Brunneby, Klockrike och Kristberg. Namnet togs från tätorten Borensberg, som varit municipalsamhälle åren 1919-1949.
Området tillhör från 1971 Motala kommun.
Kommunkoden var 0503.

### Kyrklig tillhörighet
I kyrkligt hänseende tillhörde kommunen församlingarna Brunneby, Klockrike och Kristberg.

## Geografi
Borensbergs landskommun omfattade den 1 januari 1952 en areal av 244,36 km², varav 219,63 km² land.

### Tätorter i kommunen 1960
| Tätort     | Folkmängd |
| ---------- | --------- |
| Borensberg | 1 230     |
| Karlsby    | 213       |

Tätortsgraden i kommunen var den 1 november 1960 36,5 procent.

## Politik

### Mandatfördelning i valen 1950–66
|  | 20 | 5 | 6 | 3 |

| 32 |

| 2 | 18 | 4 | 7 | 4 |

| 31 |

| 2 | 17 | 6 | 4 | 6 |

| 31 |

|  | 18 | 6 | 5 | 5 |

| 32 |

| 2 | 15 | 7 | 5 |  | 5 |

| 30 | 5 |